# Lüshi
El 'Lüshi' és una de les formes més importants de la poesia xinesa clàssica i una de les tres modalitats de "vers regulat" o "poesia d'estil nou" (lüshi, jueju i pailu) denominades així per distingir-les del gushi o "poesia d'estil vell". És una forma que ha estat adaptada al català.

## El vers regulat al lüshi
Les característiques del "vers regulat" (lüshi, jueju i pailu) són les següents:
- El nombre de versos és de 4 per al jueju, 8 per al lüshi i un nombre parell il·liminat per al pailu. En els tres casos, el poema està format per parells de dos versos.
- La longitud de les línies són iguals en termes de síl·labes o de caràcters (en general, 5 o 7, tot i que en algun cas són 6)
- La rima és obligatòria (en el cas del xinès, de caràcter sobretot tonal)
- El paral·lelisme és una característica fonamental dels versos regulats. En cada parell de versos han de coincidir cada paraula de cada vers d'un parell amb la paraula que es troba en la mateixa posició a l'altra línia del mateix parell. El paral·lelisme pot ser en termes de funció gramatical, comparació, contrast, fonologia. El paral·lelisme es considera clau perquè el poema es consideri ben escrit. Són exemples de paralel·lismes: colors, accions, magnituds, etc. En el cas del lüshi, Els dos parells de versos centrals tenen paral·lelisme intern: la tercera i la quarta han de ser paral·leles i la cinquena i la sisena també. Aquest paral·lelisme rígid distingeix el lüshi del jueju (més flexible). En el cas del pailu, el paral·lelisme és a tots els parells interiors, excepte el primer i l'últim.
- Hi sol haver una pausa o cesura just abans dels tres darrers caràcters (o síl·labes) de cada vers.

## Disposicions
El lüshi presenta les característiques del vers regulat descrites més amunt i se sol presentar en alguna d'aquestes disposicions:
- Vuit versos amb cinc caràcters cadascun (wulü)
- Més rarament, vuit versos amb sis caràcters cadascun.
- Vuit versos amb set caràcters cadascun (qilü)
- Una variant "estesa" consistent a fer-los de més de vuit versos (pailü).

En els lüshi s'exigeix sempre rima i un perfil tonal molt controlat.

## Adaptació al català i a altres llengües indoeuropees
En català en destaca com a exemple l'adaptació que en fa Nicolau Dols Salas a Feliç: vuit versos decasíl·labs aparellats de dos en dos, que comparteixen una única rima als versos parells, mentre que els versos senars no tenen rima.
Una proposta d'adaptació a l'anglès, fàcilment traslladable a altres llengües indoeuropees, és el seguent:
- El poema té vuit versos, aparellats de dos en dos
- No hi ha metre sil·làbic (a diferència de la proposta de Dols) sinó basat en paraules, és a dir, cada vers té el mateix nombre de paraules (ja sigui 5, 6 o 7, segons la modalitat)
- Els versos parells comparteixen una rima única.
- Hi ha una cesura en cada vers (vegeu, més amunt, l'explicació sobre els versos regulats).
- El primer parell de versos ha de ser el plantejament del poema i el darrer parell la conclusió. Les dues parelles del mig han de desenvolupar el tema del poema i hi ha d'haver paral·lelismes en l'estructura d'aquests dos parells de versos centrals o de desenvolupament.[2]